# Faʻatuatua i le Atua Samoa ua Tasi
Faʻatuatua i le Atua Samoa ua Tasi (Kurzbezeichnung: FAST; englisch Faith in the One God of Samoa, deutsch Glaube an den einen Gott von Samoa) ist eine politische Partei in Samoa. Sie wurde 2020 gegründet und wird derzeit von der Premierministerin Fiame Naomi Mataʻafa geführt.

## Übersicht
Die Partei wurde am 30. Juli 2020 von La'auli Leuatea Polataivao, Mitglied des samoanischen Parlaments und zuvor Landwirtschaftsminister in der Regierung der HRPP, gegründet und begann im August 2020 mit der Ankündigung von Kandidaten für die samoanischen Parlamentswahlen im April 2021. Sie ist gegen umstrittene Verfassungsänderungen, die von der Regierung der Human Rights Protection Party von Tuilaepa Aiono Sailele Malielegaoi vorgeschlagen wurden, und unterstützt eine Begrenzung der Amtszeit des Premierministers auf zwei Amtszeiten. Sie unterstützt auch die Dezentralisierung von Dienstleistungen in Dörfern.
Am 28. August 2020 wurde der Parteivorsitzende Laʻaulialemalietoa Leuatea Polataivao bei den Nachwahlen 2020 in Gagaʻifomauga Nr. 3 wieder ins Parlament gewählt.
Am 2. September 2020 gab die Partei bekannt, dass sie sich mit den Parteien Samoa National Democratic Party und Tumua ma Puleono zusammenschließen würde, um bei den Wahlen 2021 anzutreten. Die Kandidaten der SNDP und Tumua ma Puleono sollten unter dem FAST-Banner kandidieren, mit nur einem Kandidaten in jedem Wahlkreis.
Nach dem Rücktritt der stellvertretenden Premierministerin Fiame Naomi Mataʻafa aus dem Kabinett, lud die FAST-Partei sie ein, sie zu führen. Sie lehnte ab, da sie die Legislaturperiode des Parlaments abschließen wollte. Am 13. Januar 2021 kündigte Mataʻafa an, dass sie der FAST beitreten werde, nachdem das Parlament für die Wahl zusammengekommen ist. Im März 2021 wurde sie zur FAST-Führerin gewählt.
Die Partei nominierte 50 Kandidaten für die Wahl 2021. Sie engagierte sich im Online-Fundraising und hatte bis zum 12. Januar 19.277 Australische Dollar (32.684,8 Samoanische Tala; 11.006,6 Euro) über die australische Crowdfunding-Seite MyCause gesammelt. Im Januar 2021 begann sie eine „Wahl-Roadshow“, Premierminister Tuilaepa prangerte die Roadshow als „ausländische Praxis“ an, und ermutigte seine Anhänger, FAST-Veranstaltungen zu stürmen, um der „Gehirnwäsche“ der Partei entgegenzuwirken.
Am 13. Januar 2021 stellte sich der ehemalige Premierminister und O le Ao o le Malo (Staatsoberhaupt) Tui Atua Tupua Tamasese Efi öffentlich hinter die Partei.
Am 29. Januar gab die Partei bekannt, dass sie Gespräche mit der Tautua Samoa Party aufgenommen hat, um eine „große Koalition“ zu bilden, und die Regierung zu stürzen.
Vorläufige Ergebnisse der Wahl 2021 zeigten, dass die Partei 25 Sitze im Parlament gewann. Der unabhängige Abgeordnete Tuala Iosefo Ponifasio schloss sich später der FAST-Partei an, was ihre Gesamtzahl auf 26 brachte.
Die Ergebnisse der Wahl waren zwischenzeitlich zwischen der Übergangsregierung der Human Rights Protection Party und der FAST Party umstritten, was zu einer Verfassungskrise in Samoa führte. Aufgrund dessen übernahm die ab dem 24. Mai 2021 de jure amtierende Regierung Fiame, deren umstrittene Vereidigung am 23. Juli 2021 vom Berufungsgerichtshof rückwirkend anerkannt wurde, erst am 27. Juli 2021 auch de facto die Amtsgeschäfte.

## Programm
Das sog. District Developmet Plan Programm ist ein essenzielles Element des FAST-Parteiprogramms. Es sieht vor, dass jedem der 51 Distrikte Somoas pro Jahr ein Betrag von 1 Mio. Tala zur Verfügung gestellt werden soll, der durch ein eigens eingesetztes Komitee unter Kontrolle der Regierung in distriktbezogenen wirtschaftlichen Entwicklungsprojekten eingesetzt werden kann.

## Ergebnisse
| Wahl      | Stimmen | %    | Sitze   | ±   | Rang | Regierung  |
| --------- | ------- | ---- | ------- | --- | ---- | ---------- |
| Wahl 2021 | 32.510  | 36,6 | 25 / 51 | neu | ▬ 2. | Umstritten |

Im November 2021 wurden aufgrund von Rücktritten bzw. Mandatsentzug von Abgeordneten in sieben Wahlbezirken Nachwahlen durchgeführt, sodass FAST mit 30 von 51 Sitzen die stärkste Kraft im Fono werden konnte.